# Ed Rush
Ed Rush (vl. jménem Ben Settle * 1973, Londýn) je představitel drum and bass scény, produkuje především techstep a neurofunk; žije v Londýně.
Společně s Opticalem založil vydavatelství Virus a také spolupracují na některých nahrávkách.
Objevuje se i v České republice. Například v září v roce 2001 v Praze (Lucerna) a Ostravě (Fabric).
V červenci roku 2009 Ed Rush vystoupil na největším českém drum and bass festivalu Let It Roll v pískovně Oplatil.

## Diskografie - Ed Rush
- The Force Is Electric / Gangsta Hardstep (12") No U-Turn
- Bludclott Artattack (12") No U-Turn
- Don Bad Man (12") Lucky Spin Recordings
- Baracuda Part 1 (12") Deejay Recordings
- Guncheck (12") No U-Turn (1995
- Technology / Neutron (12") No U-Turn (1996)
- Killamanjaro / Subway (12") Prototype (1996)
- Mad Different Methods (12") Nu Black (1996)
- Mothership (12") No-U-Turn (1996)
- Skylab / Density / The Raven (12") Metalheadz (1996)
- Sector 3 / Coma Tone (12") No U-Turn (1996)

## Diskografie - Ed Rush & Optical
- Funktion / Naked Lunch (12") V Recordings (1997)
- Lifespan / Crisis (12") Virus Recordings (1998)
- Medicine / Lifecrisis (12") Virus Recordings (1998)
- The Medicine / Punchbag (12") Virus Recordings (1998)
- Wormhole Album Sampler (2x12") Virus Recordings (1998)
- Zardoz / Satellites (12'') Virus Recordings (1998)
- Wormhole LP (5x12") Virus Recordings (1998)
- Watermelon / Sick Note (12") Virus Recordings (1999)
- Gas Mask / Bacteria (12") Virus Recordings (1999)
- The Creeps Album Sampler (12'') (2000)
- The Creeps (Invisible and Deadly!) LP (5x12") Virus Recordings (2000)
- Socom EP (2x12") Virus Recordings (2000)
- Pod (12'') Virus Recordings (2001)
- KerbKrawler / Capsule (12") Virus Recordings (2001)
- Pacman (Ram Triology Remix) (12'') Virus Recordings (2002)
- Rehab (12'') Quarantine (2002)
- Cannibal Run (12'') DSCI4 (2003)
- The Original Doctor Shade LP (4x12") Virus Recordings (2003)
- Remixes Vol.1 (12'') Virus Recordings (2004)
- The Remixes Vol.2 (12'') Virus Recordings (2004)
- Reece / Sick Note (Illskills Remix)  (12") Virus Recordings (2005)
- Chameleon (12'' Sampler) Virus Recordings (2006)
- Chameleon LP (CD) Virus Recordings (2006)
- Pacman (The Upbeats Remix) (12'') Virus Recordings (2008)
- Travel The Galaxy LP (3x12'') Virus Recordings (2009)
- Crackball / Ride The Beast (12'') RUN DNB (2010)
- Brain Bucket (12'') Vision Recordings (2010)
- No Cure LP (2x12'' + CD) Virus Recordings (2015)